# Violante de Montefeltro

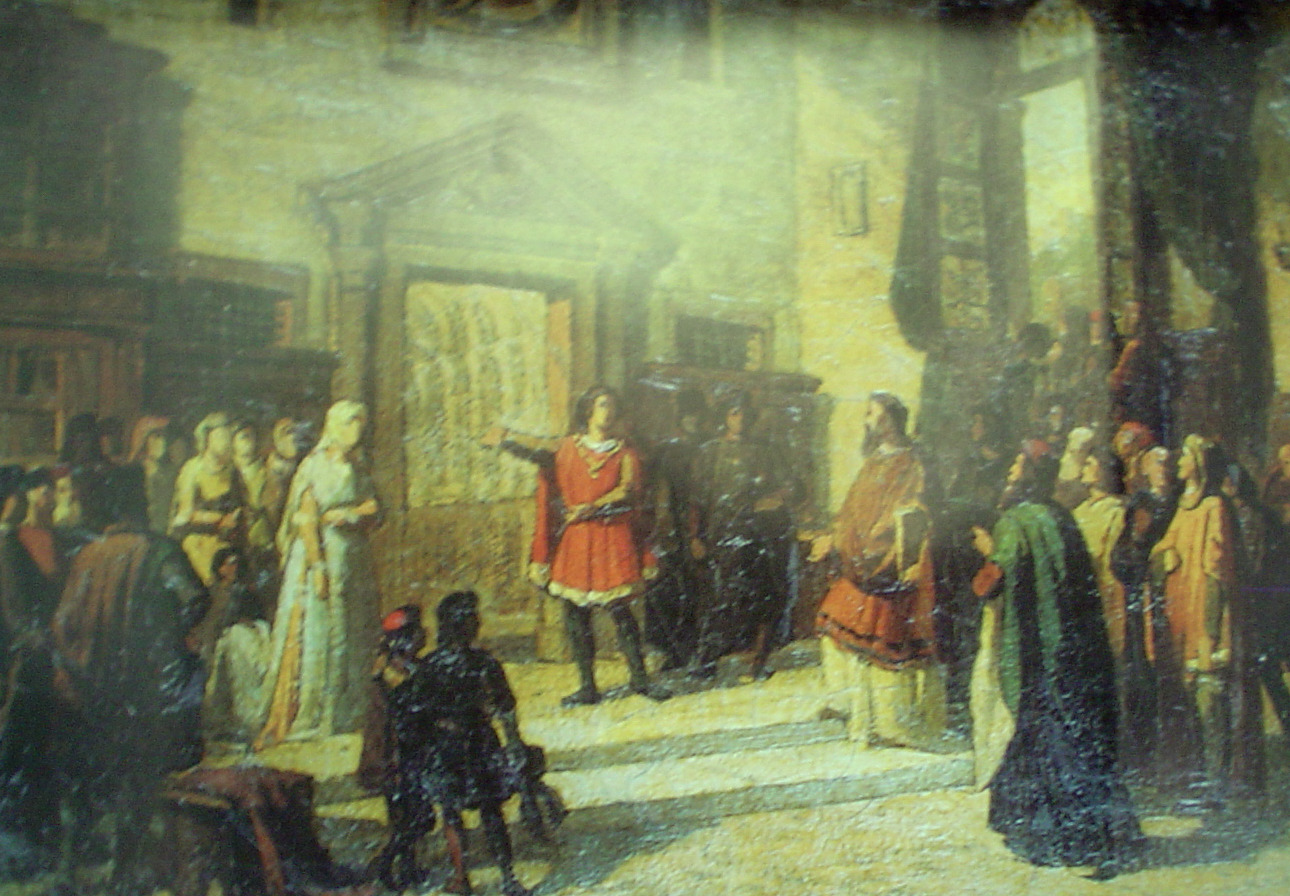
Domenico Novello et Violante inaugurant la Bibliothèque Malatestiana, peinture du XIXe siècle.

blason familial des Montefeltro

Violante de Montefeltro, (née à Urbino le 18 mai 1430 et morte à Ferrare en 1493), était la fille de Guidantonio da Montefeltro.

## Biographie
Une fois son frère Oddantonio II de Montefeltro mort (1444), Violante apporte, en dot,  de nombreuses terres : le nord du comté de Montelfetro et les terres jouxtant San Leo.
Après la mort de Domenico Malatesta Novello, son mari, le 20 novembre 1465, elle se retire en tant que religieuse clarisse au monastère du Corps du Christ de Pesaro.
Elle y rejoint sa sœur Sveva da Montefeltro (béatifiée le 17 juillet 1754 sous le nom de Séraphine), prend le même nom qu'elle : sœur Séraphine. Elle fut élue abbesse.

## Source de traduction
- (ca) Cet article est partiellement ou en totalité issu de l’article de Wikipédia en catalan intitulé « Violant Montefeltro » (voir la liste des auteurs).